# Marco della Saar
Il marco della Saar è stato un mezzo di pagamento emesso il 16 luglio 1947 dal governo francese per essere usato nel protettorato della Saar. Aveva lo stesso valore del Reichsmark, e fu stampato in sei tagli di banconote, da 1, 2, 5, 10, 50 e 100 marchi.
Scopo della sua introduzione era preparare un'unione economica della Saar con la Francia. Inoltre il cambio permetteva alla amministrazione francese di controllare la massa totale di capitale disponibile nella regione. Serviva anche a prevenire trasferimento speculativi di capitale tra la Saar e il resto della Germania in vista dell'introduzione del franco.
Tuttavia le banconote in marchi della Saar furono presto sostituite, in seguito all'integrazione della Saar nell'area monetaria francese. Il franco della Saar fu la valuta del protettorato e in seguito della Saarland dentro la Repubblica Federale di Germania tra il 20 novembre 1947 e il 6 luglio 1959. Aveva lo stesso valore del franco francese e banconote e monete francesi circolavano accanto alle emissioni locali.

## Banconote
Le banconote da 1, 2 e 5 marchi mostravano al recto una testa maschile di stile classicheggiante, e al verso una figura femminile con frutta. I biglietti da 10, 50 e 100 marchi avevano un design in Jugendstil e mostravano da una parte una testa femminile con delle spighe e dall'altra una testa maschile e una protome equina.
Le legende erano in due lingue, da un lato in francese e dall'altro in tedesco. Le banconote sono state in circolazione solo mezzo anno.